# Dodge 2000GTX
Dodge 2000GTX – samochód osobowy klasy średniej produkowany pod amerykańską marką Dodge w latach 1989–1991 i pod amerykańską marką Eagle jako Eagle 2000GTX w latach 1991–1993.

## Historia i opis modelu

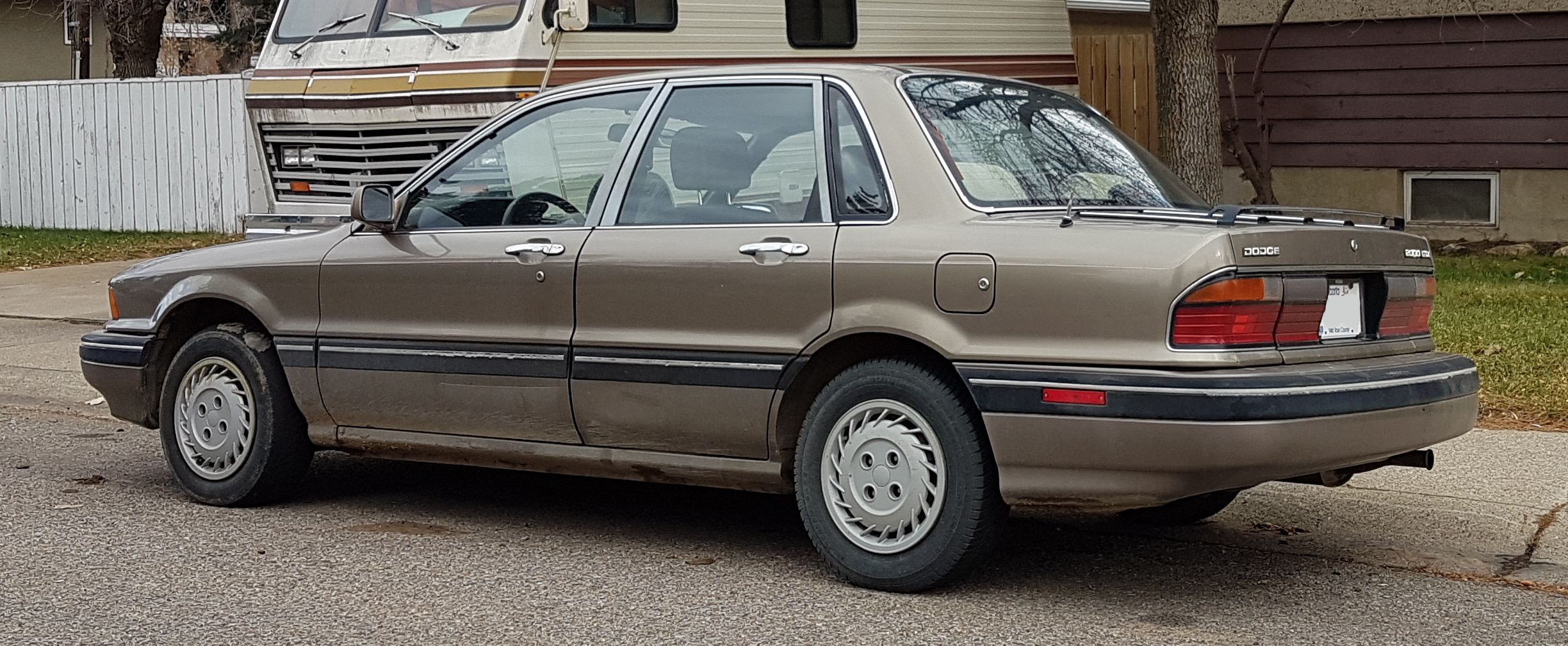
Dodge 2000GTX – tył

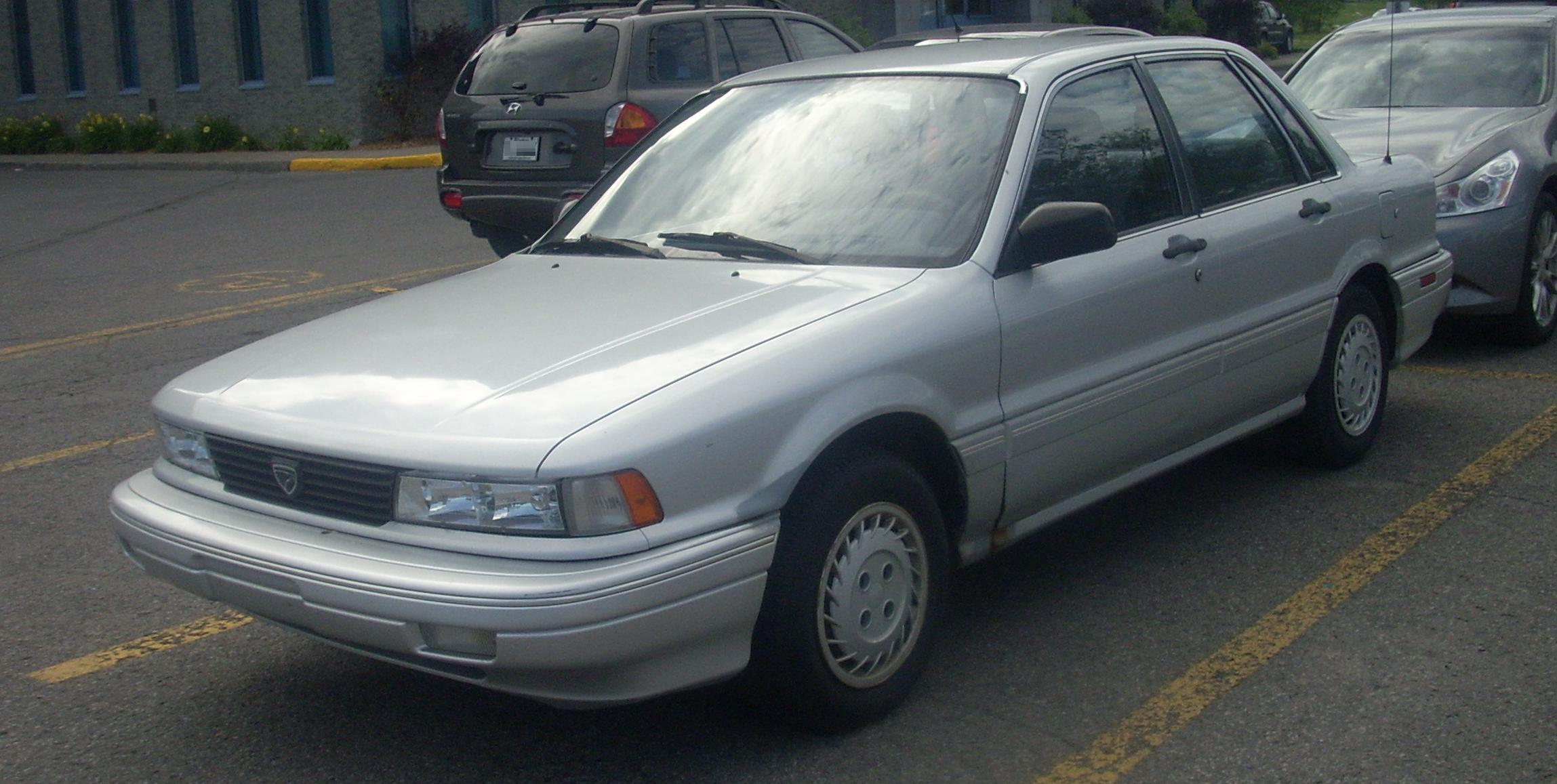
Eagle 2000GTX po liftingu

W 1989 roku w ramach prowadzonej wówczas strategii modelowej koncernu Chrysler, postanowił on zapożyczyć model Mitsubishi Galant z portfolio japońskiej marki, który oferowano od 1987 roku już w Stanach Zjednoczonych, i wprowadzić do sprzedaży w Kanadzie jako Dodge 2000GTX.
Krok ten był motywowany niewielką wówczas rozpoznawalnością marki Mitsubishi w tym kraju, przez co zdecydowano się oferować go pod lepiej znaną marką Dodge. Samochód odróżniał się minimalnymi detalami – nie nosił nawet znaczka Dodge, poprzestając tylko na innych emblematach na nadwoziu.

### Lifting i zmiana nazwy
Pod koniec 1991 roku zdecydowano się zmodernizować model 2000GTX i zastosować nietypowe rozwiązanie – zmienić markę modelu. Od tego czasu samochód sprzedawano w Kanadzie jako Eagle 2000GTX. W ramach tej taktyki, samochód otrzymał odświeżony wygląd pasa przedniego, znaczki i oznaczenia marki Eagle oraz drobne zmiany w wyposażeniu.
Pod tą postacią samochód sprzedawano do 1993 roku, po czym wycofano go na rzecz nowego modelu Vision.

### Wersje wyposażeniowe
- LX
- GT

### Silniki
- L4 2.0l DOHC 103 KM
- L4 2.0l DOHC 135 KM